# Rebecca Twigg
Pour les articles homonymes, voir Twigg.
Rebecca Twigg, née le 26 mars 1963 à Seattle, est une coureuse cycliste américaine. Concourant sur route et sur piste, elle a notamment été six fois championne du monde de poursuite. Elle a également remporté 16 titres nationaux, le premier ayant été acquis à 18 ans, et deux médailles olympiques : l'argent sur route à Los Angeles en 1984 et le bronze en poursuite à Barcelone en 1992.
Elle est l'une des cyclistes américaines les plus titrées. Sa carrière a duré près de deux décennies, du début des années 1980 à la fin des années 1990, avec une interruption de 1987 à 1991. Elle est intronisée au Temple de la renommée du cyclisme américain en 2002.

## Biographie
Surdouée, Rebecca Twigg rentre à l'Université de Washington à Seattle à l'âge de 14 ans. Se sentant mal à l'aise là-bas, elle se tourne vers le cyclisme sur les conseils de sa mère pour renforcer son estime de soi. Elle  rencontre son entraîneur personnel Eddie Borysewicz trois ans plus tard. À 18 ans, elle est pour la première fois championne des États-Unis du contre-la-montre, après avoir déjà remportée quatre titres chez les juniors (moins de 19 ans) sur piste et sur route. Au total, elle a remporté 16 titres de championne des États-Unis.
Entre 1984 et 1986, elle remporte les trois premières éditions du Women's Challenge sur route.
Sur la piste, elle est six fois championne du monde de poursuite individuelle (1982, 1984, 1985, 1987, 1993 et 1995), où elle retrouve souvent en finale la Française Jeannie Longo. Elle a établi un record du monde de la spécialité à trois reprises. Lorsque la course sur route féminine est inscrite au programme olympique, elle s'est également tournée vers cette discipline. Elle a participé à trois reprises aux Jeux olympiques (1984, 1992 et 1996). En 1984, aux Jeux de Los Angeles, elle est battue de peu par sa compatriote Connie Carpenter-Phinney. Plus tard, Twigg a admis, qu'avant la course, sous la direction de l'ancien entraîneur national Eddie Borysewicz, que l'équipe américaine a utilisé le dopage sanguin, ce qui n'était pas explicitement interdit à l'époque.  Aux cyclisme aux Jeux de Barcelone en 1992, elle remporté une médaille de bronze en poursuite sur piste. 
Cependant, sa dernière apparition aux Jeux olympiques d'Atlanta en 1996 s'est soldée par une controverse lorsqu'elle a quitté l'équipe en raison d'un désaccord avec l'entraîneur Chris Carmichael et la Fédération américaine. La fédération avait investi dans le développement d'un « SuperBike », censé être le vélo le plus performant au monde. Grande favorite de la poursuite, Twigg est éliminée dès les quarts de finale de l'épreuve après avoir utilisé ce vélo qui a coûté des millions de dollars en développement. Elle refuse de rouler avec sur l'épreuve contre-la-montre, invoquant une mauvaise forme physique et affirmant que le personnel lui-même avait fait pression pour qu'elle utilise le SuperBike. Elle ajoute que leur refus d'accorder une accréditation à son entraîneur personnel, Eddie Borysewicz, l'avait déconcentrée. Après une décevante huitième place sur la poursuite des championnats du monde 1997, elle décide de mettre un terme à sa carrière. 

## Vie privée
À l'âge de 16 ans, Rebecca Twigg, qualifiée de "sympathique" mais "introvertie", doit quitter la maison à cause de la pression exercée par sa mère. Dans la période qui suit, elle n'a pas de domicile fixe mais vit entre les courses dans des hôtels ou chez des amis. En 1982, Edward Borysewicz lui propose de vivre et de s'entraîner au Centre d'entraînement olympique de Colorado Springs. À 25 ans, elle est victime d'une chute et se blesse à la tête. Puis elle décide de faire une pause dans le cyclisme et de terminer ses études en informatique. En 1991, elle revient à la compétition jusqu'en 1997. 
Après avoir pris sa retraite du cyclisme sportive en 1997, elle obtient un associate degree en informatique et travaille dans le secteur des technologies de l'information. Elle s'est mariée deux fois, ayant une fille avec son deuxième mari. Se sentant seule, elle devient de plus en plus déprimée et souffre de troubles anxieux. Elle quitte son emploi et devient une sans-abri tout en restant à Seattle. Elle a elle-même déclaré dans une interview en 2019 qu'un sentiment de culpabilité l'empêchait d'accepter de l'aide.

## Palmarès sur piste

### Championnats du monde
- 1982 :  Championne du monde de poursuite
- 1984 :  Championne du monde de poursuite
- 1985 :  Championne du monde de poursuite
- 1986 :  Médaillée d'argent de la poursuite
- 1987 :  Championne du monde de poursuite
- 1993 :  Championne du monde de poursuite
- 1995 :  Championne du monde de poursuite

### Jeux olympiques
- Barcelone 1992 :  Médaillée de bronze de la poursuite

### Jeux panaméricains
- 1987 :  Médaillée d'or de la poursuite

## Palmarès sur route
| - 1982 - Championne des États-Unis du contre-la-montre - 3e du championnat des États-Unis sur route - 6e du championnat du monde sur route - 1983 - Championne des États-Unis sur route - Coors Classic - Médaillé d'argent du championnat du monde sur route - 1984 - Women's Challenge - 2e du Tour de Somerville - Médaillé d'argent de la course en ligne aux Jeux olympiques - 1985 - Women's Challenge - 1rea étape de l'Omloop van't Molenheike - 3e de l'Omloop van't Molenheike - 1986 - Women's Challenge - Mammoth Classic : - Classement général - Prologue, 2e, 3e et 4e étapes - Nevada City Classic - 1987 - Médaillée d'or de la course en ligne aux Jeux panaméricains - 10e étape de la Coors Classic | - 1993 - Championne des États-Unis du contre-la-montre - Championne des États-Unis du critérium - 2e de la Killington Stage Race - 4e et 6e étapes de l'International Women's Challenge - Fitchburg Longsjo Classic : - Classement général - 3e étape - 1re et 3e étapes de la Killington Stage Race - 1994 - Championne des États-Unis du contre-la-montre - Tucson Bicycle Classic : - Classement général - 1re, 2e et 3e étapes - Mike Nields Memorial : - Classement général - 1re étape - 6e du championnat du monde du contre-la-montre - 1997 - 3e du championnat des États-Unis du contre-la-montre |